# Certima espuma
Certima espuma là một loài bướm đêm trong họ Geometridae.